# إسيت
إسيت (بالإنجليزية: ESET) هي شركة أمن تكنولوجيا المعلومات ومقرها في براتيسلافا، سلوفاكيا التي تأسست في عام 1992 عن طريق دمج اثنين من الشركات الخاصة. الشركة التي يملكها القطاع الخاص ومكاتب فرعية في سان دييغو (كاليفورنيا)، ويكفورد، أيرلندا، لندن، المملكة المتحدة، بوينس آيرس، الأرجنتين، وبراغ، الجمهورية التشيكية. حصلت الشركة على جائزة الشركة الأكثر نجاحا في سلوفاكيا لثلاث سنوات على التوالي 2008 و 2009 و 2010.

## التاريخ
تأسست الشركة في عام 1987 عندما دخل ميروسلاف ترنكا وبيتر باسكو، مؤلفا برنامج مكافحة الفيروسات نود، في شراكة مع رودولف هروب. تبنوا إسيت، الاسم السلوفاكي لإلهة الصحة والزواج والحب المصرية، كاسم للشركة. في عام 1998، حصلت نود على جائزة VB100 من فيروس بولتين [الإنجليزية]، والتي ساعدت الشركة على إنشاء شركات تابعة لها في الولايات المتحدة والأرجنتين وسنغافورة، ومرافق تطوير في بولندا وجمهورية التشيك.

### الجدول الزمني
- 1987 - تم إنشاء الإصدار الأول من نود المضاد للفيروسات بواسطة بيتر باشكو وميروسلاف ترنكا[9]
- 1992 - تأسيس ESET spol. sro في تشيكوسلوفاكيا (الآن في سلوفاكيا)
- 1998 - حصل نود32 على جائزة اختبار فيروس بولتين [الإنجليزية] الأولى
- 1999 - تشكيل ESET، LLC في سان دييغو، الولايات المتحدة
- 2001 - تأسيس شركة شركة إسيت للبرمجيات في براغ، جمهورية التشيك
- 2008 - تأسيس مركز إسيت للبحث والتطوير في بولندا
- 2012 - تأسيس مركز إسيت البحث والتطوير في مونتريال، كندا[10]
- 2013 - أطلقت إسيت مصادقة إسيت الآمنة، أول منتج مصادقة لها[11]
- 2013 - إسيت تطلق برنامج مزود الخدمة المدارة (MSP)
- 2014 - قام باحثو إسيت بتفكيك وينديجو.
- 2014 - تصل الشركة إلى 100 مليون مستخدم في العالم.
- 2016 - إسيت تفوز بجائزة VB100 رقم 100، لتصبح أول شركة تفعل ذلك لمنتج واحد.
- 2017 - تواصل إسيت التوسع وتفتح مراكز بحث وتطوير جديدة في كندا ورومانيا.
- 2018 - في 4 سنوات فقط، وصلت إسيت إلى أكثر من 10 ملايين مستخدم جديد، متجاوزة 110 مليون مستخدم في العالم.
- 2019 - تم الاعتراف بـ إسيت كشخصية تشالنجر في تقرير جارتنر ماجيك كوادرانت لمنصات حماية نقطة النهاية للعام الثاني على التوالي.

## الشركة
إسيت مملوكة للقطاع الخاص ولها مكاتب فرعية في سان دييغو، الولايات المتحدة؛ مونتريال كندا؛ بوينس آيرس، الأرجنتين؛ ساو باولو، البرازيل؛ براغ، جمهورية التشيك؛ كراكوف، بولندا؛ سنغافورة؛ وأستراليا بالإضافة إلى موزعين في أكثر من 180 دولة.
وفقًا لشركة جارتنر [الإنجليزية]، أظهرت إسيت أكبر معدل نمو عالمي في صناعة أمن المستهلك لعام 2011. تندرج إسيت ضمن فئة نيش بلير في جارتنر ماجيك كوادرانت [الإنجليزية]. وفقًا لتقرير جارتنر، «قامت إسيت ببناء قاعدة مثبتة كبيرة في أوروبا والشرق الأوسط وإفريقيا، لا سيما في أوروبا الشرقية، ولديها وجود أعمال صغير ومتوسط سريع النمو في أمريكا الشمالية. تستفيد درجة اكتمال الرؤية الخاصة بها من فعالية البرمجيات الخبيثة الجيدة في عميل خفيف الوزن، لكنها لا تزال تعاني من ضعف قدرات إدارة المؤسسة ونقص الاستثمار في الميزات الرائدة في السوق، مثل التحكم في التطبيقات ودعم المحاكاة الافتراضية. إسيت هو خيار قائمة مختصرة جيدة للمؤسسات التي تبحث عن حل فعال وخفيف الوزن لمكافحة البرامج الضارة.»
وفقًا لـ فروست أند سوليفان، "تقدم إسيت حلول أمان عالية الأداء واستباقية لنقاط النهاية، وتتجاوز الشركة المنافسة لإضافة قيمة إلى منتجاتها من خلال تثقيف مستخدمي ماك والكمبيوتر الشخصي حول كيفية الدفاع عن أنفسهم ضد أحدث التهديدات الإلكترونية وخلصت إلى أن "إسيت ستستمر في الحفاظ على تواجد قوي في سوق أمان الأجهزة الطرفية وتقديم قيمة عالية لعملائها". منحت إسيت جائزة تحسين قيمة العملاء لمنتجات إندبوينت سيكيوريتي في أمريكا الشمالية لعام 2012 وجائزة تحسين قيمة العملاء العالمية لعام 2011.

## المنافسين
وفقًا لـ جارتنر بير إنسايتس، اعتبارًا من يوليو 2018، المنافسون الرئيسيون في حماية نقطة النهاية هم سيمانتك وكاسبرسكي لاب و سوفوس [الإنجليزية] وإنتل سكيوريتي و تريند مايكرو [الإنجليزية] ومايكروسوفت.

## التعرف على
حازت إسيت إندبوينت سيكيوريتي على تصنيف خمس نجوم من قبل مجلة SC، وفازت بجائزة أفضل برنامج مكافحة فيروسات لعام 2013 من قبل ماكسمم بي سي [الإنجليزية]. كما تلقت أيضًا ختم الوالدين المختبرين المعتمدين من PTPA Media.
في عام 2009، منحت سي نت إسيت الذكية الأمن 4 جائزة اختيار محرر سي نت ضمن فئة مجموعة أمان الإنترنت. ذكر المراجعون أن «سمارت سيكيرتي خفيف بشكل مدهش، ويستهلك حوالي 50 ميجابايت من ذاكرة الوصول العشوائي(RAM) عند التشغيل» وخلصوا إلى أنه «للحصول على جميع[ أدوات الأمان الخاصة بك في صندوق واحد، يعد سمارت سيكيرتي خيارًا فعالًا ومحترمًا.»
في أواخر عام 2013، منحت أقصى حد من إسيت الذكية للأمن (بالإنجليزية: ESET Smart Security) للكمبيوتر الشخصي 6 تصنيف 9/10 وقد أعجب بالتحسينات التي تم إجراؤها في الإصدار 6. لم يبد المراجعون إعجابهم بواجهة المستخدم، مشيرين إلى أنه «لا يوجد شيء مبهرج في واجهة إسيت. لم يتم تحديثه لنظام التشغيل ويندوز 8 أو الشاشات التي تعمل باللمس» على الرغم من استنتاجهم«لقد اختلنا البرنامج العام الماضي للسماح لبعض عمليات الاحتواء السيئة بالمرور، وهي خطوة خاطئة نادرة لبرنامج حصل على عشرات الجوائز المتتالية من VB100 من فيروس بولتين في الماضي سنتان. لقد كان أفضل بكثير في اختباراتنا هذه المرة.»
في عام 2014، حصلت إسيت على جائزة بيتر زير [الإنجليزية] لأفضل بحث أمني تقني منشور، من فيروس بولتين [الإنجليزية].
تم اختبار منتجات إسيت واعتمادها من قبل العديد من المنظمات المهنية. حصلت إسيت على 100 جائزة متتالية من VB100 من فيروس بولتين.
كانت إسيت أيضًا واحدة من أولى شركات الأمن التي أبلغت عن أساليب العمل الداخلية والقرصنة لمجموعة سدنيت، والتي يُعتقد أنها مسؤولة عن اختراق DNC لعام 2016 [الإنجليزية] المعروف أيضًا باسم فانسي بير. تم نشر سلسلة من التقنيات التفصيلية والتحليل الكامل لأدوات القرصنة المستخدمة في سلسلة من ملفات PDF على موقع ويب سجل الأمن السيبراني.
في 2 يوليو 2018، انضمت إسيت إلى اتفاق تكنولوجيا الأمن السيبراني، وهو التزام عام بين أكثر من 40 شركة عالمية لحماية الأمن السيبراني للمستخدمين النهائيين.
في سبتمبر 2019، اكتشف باحثو إسيت بابًا خلفيًا مرتبطًا ببرامج ضارة تستخدمها مجموعة الشبح فالكون، وهي شركة تشغل هجمات برامج التجسس المستهدفة ضد الصحفيين والنشطاء والمعارضين في الشرق الأوسط.

## المنتجات
المنزل/مكتب المنزل
تتضمن منتجات إسيت أدوات للأمان الذكي وأمن الإنترنت و نود23 مكافحة الفيروسات والأمن السيبراني وحماية نقطة النهاية لأنظمة ويندوز ولينكس وماك وأندرويد ومكافحة السرقة والتشفير والرقابة الأبوية. كما أن لديها بعض الإضافات التكاملية لـ كاسية آر أم أم ولاب تيك آر أم أم.
المسؤول عن بعد (Remote Administrator)
إسيت المسؤول عن بعد عبارة عن وحدة تحكم إدارة مركزية مجانية مصممة للسماح لمسؤولي الشبكة بإدارة برنامج إسيت عبر شبكة الشركة. في 25 فبراير 2015، أصدرت إسيت المسؤول عن بعد 6، وهو نظام أساسي تمت إعادة كتابته بالكامل لإدارة برنامج إسيت من مستعرض أو جهاز محمول.
سيسريسكي لايف (SysRescue Live)
إيسيت سيسريسكي لايف عبارة عن صورة قرص حي/ يو اس بي قابلة للتشغيل على نظام لينكس ويمكن استخدامها لتمهيد وتنظيف أجهزة الكمبيوتر المصابة بشدة بشكل مستقل عن نظام التشغيل المثبت. يتم تقديم البرنامج مجانًا، ويمكن تنزيل التحديثات في حالة وجود اتصال بالشبكة.

## وصلات خارجية
- ESET (الموقع الرسمي باللغة العربية)
- ESET (الموقع الرسمي)
- ESET (منتدى الدعم الرسمي)